# Spongites yendoi
Espèce
Synonymes
- Goniolithon yendoi Foslie, 1900[2]
- Lithophyllum natalense Foslie, 1907[2]
- Lithophyllum yendoi f. mahëicum Foslie, 1906[2]
- Lithophyllum yendoi f. malaysicum Foslie, 1906[2]
- Lithophyllum yendoi (Foslie) Foslie, 1900[2]
- Lithothamnion yendoi (Foslie) Me.Lemoine, 1965[2]
- Pseudolithophyllum natalense (Foslie) W.H.Adey, 1970[2]
- Pseudolithophyllum yendoi (Foslie) W.H.Adey, 1970[2]

Spongites yendoi  est une espèce d’algues rouges de la famille des Corallinacées. 
Elle se trouve au sud-est de l’océan Atlantique et dans le bassin Indo-Pacifique.